# 柳宿增一
長蛇座10，又名BD+06 2030，HD 74591、SAO 117088、HR 3469，是長蛇座的一颗恒星，视星等为6.13，位于銀經221.23，銀緯27.79，其B1900.0坐标为赤經8h 39m 43.5s，赤緯+6° 27.79′ 35″。